# Koude luchtinlaat
Een koude luchtinlaat (Engels: cold air intake) is een aftermarketonderdeel in een auto die het oorspronkelijke luchtinlaattraject vervangt. In theorie kan dit type luchtinlaat koudere, dichtere lucht aanzuigen dan het originele OEM luchtinlaattraject. Dit soort luchtinlaat verschilt van een open luchtinlaat (short ram intake of sportluchtinlaat) in dat het lucht verder weg van de motor haalt, wat in theorie koudere lucht is. Het plaatsen van een koude luchtinlaat zou meer vermogen en koppel moeten opleveren.

## Werking
Het standaard, originele luchtinlaattraject wordt door autofabrikanten ontworpen met verschillende eisen in overweging. Zo moet het filter in staat zijn om de inkomende lucht te filteren en schadelijke deeltjes, zoals stof, zand en ander vuil, buiten de motor te houden. Als dit onvoldoende zou worden gedaan is er onnodig veel frictie en slijt de motor onnodig veel. Verder zal de motorolie onnodig vervuild raken. Het filter moet daarentegen niet te restrictief zijn en te weinig lucht door laten stromen. De fabrikant zoekt naar een balans tussen filtering en doorstroming en moet daardoor compromissen sluiten. Verder moet het luchtinlaatraject licht van gewicht zijn, eenvoudig te produceren en monteren zijn, moet een monteur het filter eenvoudig kunnen vervangen en moet de werking van het inlaattraject zo veel mogelijk zonder geluid plaatsvinden. Alle perspectieven en ontwerpeneisen samen scheppen, in theorie, een luchtinlaattraject dat het optimale vermogen en koppel van de auto in de weg staat.
Een koude luchtinlaat wordt geplaatst op een plek in de motorruimte die koudere, dichtere lucht kan doen laten toestromen. Vaak is dit verder weg van de (relatief) warme motor die (onbedoeld) de lucht rondom het luchtinlaattraject verwarmd. De vormgeving van het filter is minder restrictief dan het origineel en kan meer lucht doorlaten.
Voor een optimale werking van de koude luchtinlaat kan er gekozen worden voor chiptuning. Hierbij wordt de software van de ECU aangepast of herschreven om rekening te houden met de lagere temperatuur van de lucht die de motor binnenkomt. Het herprogrammeren van de ECU is echter vaak niet noodzakelijk, omdat de standaard software en elektronica in en rondom de motor zich kunnen aanpassen aan de veranderde omstandigheden (temperatuur, hoeveelheid en snelheid van de inkomende lucht).
Een ander effect van een koude luchtinlaat is dat de lucht hoorbaar wordt aangezogen door het filter en traject. Dit geeft de bestuurder een sportief gevoel.

## Merken
Koude luchtinlaten worden door verschillende producenten verkocht. K&N, AEM, Injen en HKS zijn bekende merken die zich hier (onder andere) mee bezig houden.

## Nadelen
Aan het installeren van een koude luchtinlaat kunnen nadelen verbonden zijn. Zo verleent een autofabrikant geen garantie aan de eigenaar van een met een koude luchtinlaat uitgeruste auto. De autofabrikant kan niet beoordelen of de installatie vakkundig is gedaan en of de invloeden van de koude luchtinlaat zorgen voor een overmatige slijtage. Verder worden de filters van een koude luchtinlaat sneller vies dan een origineel filter, omdat het filter niet (meer) in een behuizing zit. Vaak zitten de filters ook lager en meer naar de voorzijde van de auto gericht. Hierdoor worden de filters aan meer vuil blootgesteld en zullen deze eerder moeten worden vervangen.